# Pegomya indicta
Pegomya indicta är en tvåvingeart som först beskrevs av Huckett 1939.  Pegomya indicta ingår i släktet Pegomya och familjen blomsterflugor. Inga underarter finns listade i Catalogue of Life.